# Lozsád

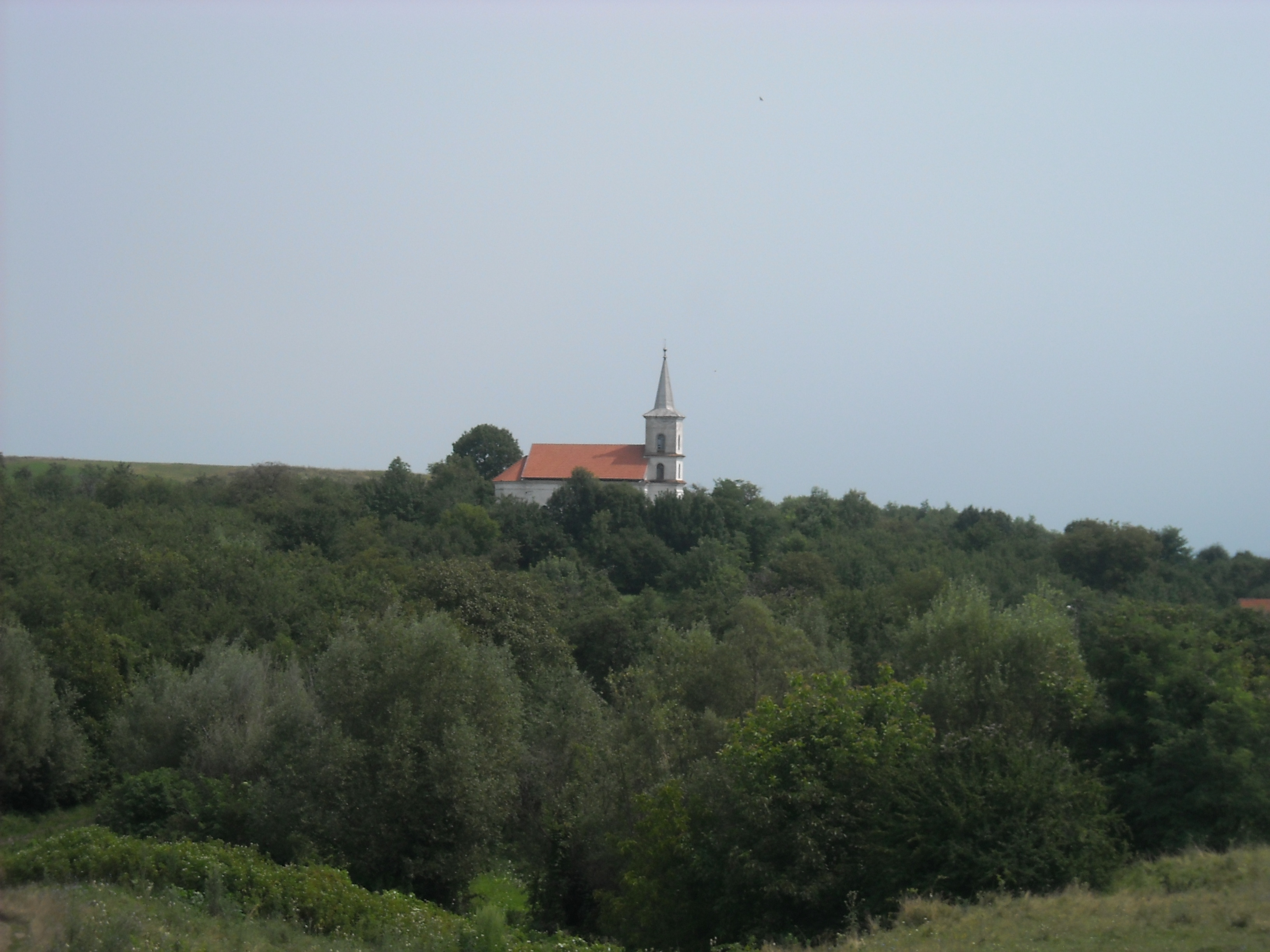
A falu legmagasabb pontján álló, 1900-ban épült református templom

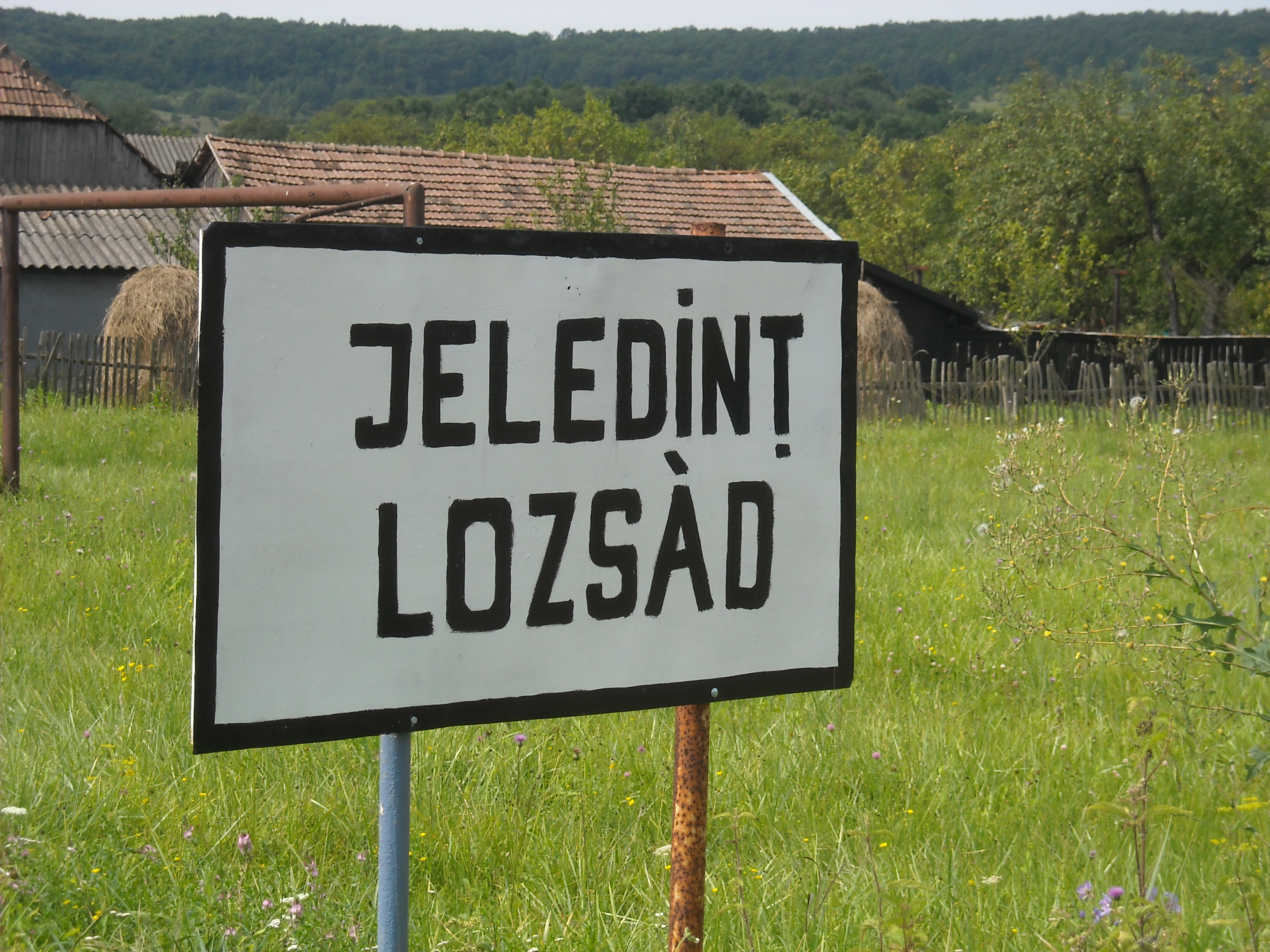

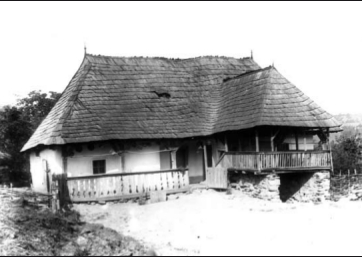
Lozsádi lakóház 1908-ban (Szabó Imre felvétele)

Lozsád (1888 és 1901 között Lozsádkistóti, románul: Jeledinți) falu Romániában, Erdélyben, Hunyad megyében.

## Fekvése
Közúton a községközpont Martinesden keresztül közelíthető meg és Szászvárostól 11 kilométerre nyugat–délnyugatra fekszik.

## Népessége

### A népességszám változása
Lakossága 1850, az első modern népszámlálás óta folyamatosan csökkent, a 20. század második felében rohamosan.

### Etnikai és vallási megoszlás
- 1850-ben 1108 lakosából 799 volt magyar, 280 román és 27 cigány nemzetiségű; 801 református és 307 ortodox vallású.
- 2002-ben 252 lakosából 131 volt magyar és 121 román nemzetiségű; 126 református és 117 ortodox vallású.

## Története
A helyi szájhagyomány szerint a tatárjárás után székelyek alapították. Ugyancsak a monda szerint eredetileg a Pád fölötti Kákova dűlőben feküdt volna és csak később költözött a hadak járásától védettebb helyre. Először 1320-ban Losady, majd 1366-ban Losad néven említették. Kisnemesi falu volt Hunyad vármegyében. 1511-ben feljegyzett nemesi családai közül a 19. század legvégén még itt éltek a Bereczki, Farkas, Fekete, Gőse, Herczeg és Zudor családok. Református egyháza 1597-ben alakult, kisnemesi lakói patrónus nagybirtokos családok támogatása nélkül saját papot tartottak. Az egyházközség 1766-ban, a szomszédos Martinesd reformátusaival együtt, 373 férfit és 282 asszonyt számlált. Egy részük az 1760-as évektől 1851-ig határőr szolgálatot teljesített az I. Erdélyi Román Határőrezredben. Román lakói korábban a Burnyec falurészben éltek és a maguraiakkal együtt 1848-ig a lozsádi református nemesek zsellérei voltak. Az 1785-ös népszámlálás 243 ortodox és hat római katolikus zsellért talált. 1785-ben és 1808-ban Hunyad vármegye egyik járásának székhelye volt. 1895-ben itt hozták létre a megye első községi hitelszövetkezetét. Házai 1900 körül kő alapon fából, tölgyfa talpfákra épültek, prestyillával (fenyődránicával) fedve, szemben a szomszédos falvak szalmafedelével. Mai református temploma 1900-ban, az ortodox templom 1908-ban épült. A 20. század elején hozzátartozott Kistóti, hivatalos iratokban ekkor Lozsádkistóti-ként szerepelt. A református lelkész 1946 öt családot költöztetett be Havadtőről és az 1960-as években máramarosi románok is betelepültek. A közigazgatásilag Martinesdhez csatolt és nehezen megközelíthető falu lakossága ennek ellenére rohamosan apadt. Iskolája az 1970-es évek óta nincs, a Martinesdre vezető utat pedig csak 2008-ban aszfaltozták.

## Magyar nyelvjárása
Lozsád magyar nyelvjárássziget. A 19. század második felében reformátusai alkották az egyetlen, stabilan magyar nyelvű falusi közösséget Hunyad vármegyében. A falu magyar nyelvjárását korábban ért román nyelvi hatás nyomán a 19. század végén jelen volt a mezőségi nyelvjáráscsoport peremén máshol is megtalálható [ə]. Ugyancsak román hatásra átértelmeződött a szóhangsúly: a szó, szóösszetételekben pedig az előtag utolsó szótagjára kerül. A mezőségi nyelvjárások között ritkaságképpen megőrződött az ly. Az o helyén általános az a-zás. Hangsúlytalan helyzetben a köznyelvi ö helyén a 20. században e-t ejtettek (üszeg, bünes), kivéve ha a hangsúlyos szótagban ö állt. A toldalék ajakkerekítés szerinti illeszkedése azonban az utóbbi esetben is általános volt (örögök, östö, ötvön, kövök, kövös, ökröjink, ökröjik, összö, törjö, kötvö). Jellemző az é > i hangváltozás. Az ó és az ő rapszodikusan, de akkor erősen rövidül, főként szóvégen és hangsúlytalan helyzetben.

## Gazdasága
Lakóinak hagyományos és mai is fontos bevételi forrása a cujkafőzés.